# Torre di Casanova
De Torre di Casanova is een bergtop (2362 m) in de Italiaanse regio Abruzzo. De berg ligt in het oostelijke deel van het bergmassief van de Gran Sasso.
Ten westen van de top ligt de pas Vado di Piaveverano die de scheiding vormt met de Monte Brancastello. Ten oosten van de Torre di Casanova verheft zich de Monte Infornace. De zuidhelling van de berg is sterk geërodeerd, nabij de top bevinden zich een groot aantal rotspinakels. De Torre di Casanova is het best te zien vanaf de uitgestrekte hoogvlakte Campo Imperatore.